# Александровка (Магдалиновский район)
Алекса́ндровка (укр. Олекса́ндрівка) — село, Александровский сельский совет, Магдалиновский район, Днепропетровская область, Украина.
Код КОАТУУ — 1222380501. Население по переписи 2001 года составляло 381 человек.
Является административным центром Александровского сельского совета, в который, кроме того, входят сёла
Запорожье и
Малоандреевка.

## Географическое положение
Село Александровка находится на берегу реки Кильчень,
выше по течению на расстоянии в 1,5 км расположено село Запорожье,
ниже по течению на расстоянии в 3 км расположено село Очеретоватое.
На расстоянии в 2 км расположено село Новоспасское.
По селу протекает пересыхающий ручей с запрудой.
Рядом проходит автомобильная дорога Т-0410.